# Legge marziale in Polonia
La legge marziale in Polonia (in polacco Stan wojenny w Polsce, "stato di guerra in Polonia") si riferisce al periodo di tempo dal 13 dicembre 1981 al 22 luglio 1983, quando il governo comunista della Repubblica Popolare Polacca limitò drasticamente la vita quotidiana con l'introduzione della legge marziale, nel tentativo di schiacciare l'opposizione politica, guidata dal movimento di Solidarność. Migliaia di attivisti dell'opposizione furono internati senza accuse formali, e fino a 100 persone vennero uccise. Anche se la legge marziale fu revocata nel 1983, molti dei prigionieri politici non vennero rilasciati fino all'amnistia generale del 1986.

## Dichiarazione della legge marziale
La locuzione in polacco è Stan wojenny, che si traduce letteralmente in "stato di guerra". Anche se non c'era una guerra reale al momento, la giunta militare guidata dal generale dell'esercito Wojciech Jaruzelski e dal Consiglio Militare di Salvezza Nazionale (Wojskowa Rada Ocalenia Narodowego, WRON) usurparono per sé i poteri riservati per il tempo di guerra, da cui il nome. Il piano venne presentato ai sovietici prima della dichiarazione del marzo 1981, in particolare al primo ministro sovietico Nikolaj Tichonov. Apparso alla televisione polacca alle 06:00 del 13 dicembre 1981, il generale dell'esercito Wojciech Jaruzelski, dichiarò la legge marziale in Polonia.
(Wojciech Jaruzelski, Stan wojenny w Polsce 1981-1983)

## La legge marziale

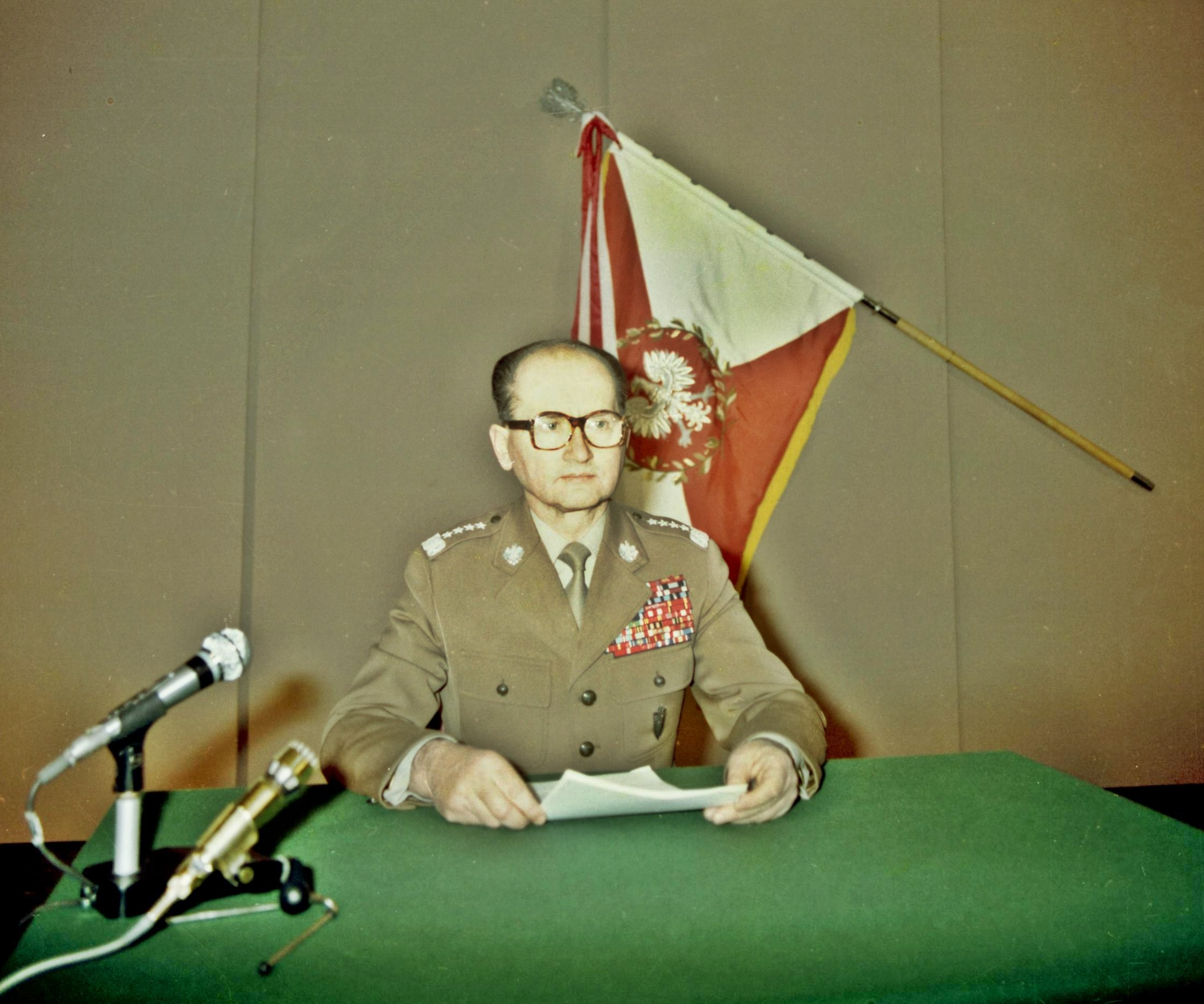
Jaruzelski dichiara la legge marziale nello studio televisivo

Movimenti pro-liberali come Solidarność ed altre organizzazioni minori vennero banditi e i loro leader, tra cui Lech Wałęsa, arrestati durante la notte. Nella mattinata, migliaia di soldati in veicoli militari pattugliavano le strade di ogni grande città. Venne imposto un coprifuoco, i confini nazionali vennero sigillati, gli aeroporti chiusi e l'accesso stradale verso le città principali limitato. Le linee telefoniche vennero scollegate, la posta fu oggetto di censura, tutte le organizzazioni indipendenti vennero messe fuori legge e le lezioni nelle scuole e nelle università vennero sospese.
Durante l'imposizione dell'iniziale legge marziale, varie decine di persone vennero uccise. I comandanti, durante il "giro di vite" affermano la presenza di circa una dozzina di morti, mentre una commissione parlamentare polacca degli anni 1989-1991 arrivò ad una cifra di oltre 90 morti. In un incidente mortale, nove persone vennero uccise dalla polizia paramilitare ZOMO per fermare uno sciopero nella miniera di carbone di Wujek il 16 dicembre 1981. Altre persone furono uccise e ferite nel corso di una massiccia ondata di manifestazioni che ebbe luogo il 31 agosto 1982.
Fu nuovamente imposta una settimana lavorativa di sei giorni ed i mass media, la pubblica amministrazione, i servizi sanitari, le centrali elettriche, le miniere di carbone, i porti marittimi, le stazioni ferroviarie e la maggior parte delle fabbriche chiave furono poste sotto il controllo militare (i dipendenti dovettero seguire ordini militari o trovarsi di fronte a una corte marziale). Come parte del "giro di vite", i media e gli istituti di istruzione subirono una "verifica", un processo che testava l'atteggiamento di ciascun dipendente verso il regime e il movimento di Solidarność; come risultato, migliaia di giornalisti e insegnanti furono banditi dall'esercizio della professione. Furono stabilite tribunali militari per oltrepassare il normale sistema giudiziario e, ad esempio, imprigionare coloro che diffondevano le cosiddette "false informazioni". Nel tentativo di prevenire la resistenza, conversazioni telefoniche civili furono regolarmente monitorate dagli operatori incaricati.
Su invito di Jaruzelski, una delegazione del Partito Socialista Operaio Ungherese visitò la Polonia tra il 27 e il 29 dicembre 1981. I comunisti ungheresi fornirono informazioni ai colleghi polacchi per schiacciare la 'controrivoluzione', come avvenne a Budapest nel 1956. All'inizio nell'autunno del 1981, la televisione polacca trasmise uno speciale film sugli eventi del 1956 in Ungheria, che mostrava scene di ribelli che impiccavano gli addetti alla sicurezza.

## Crisi economica

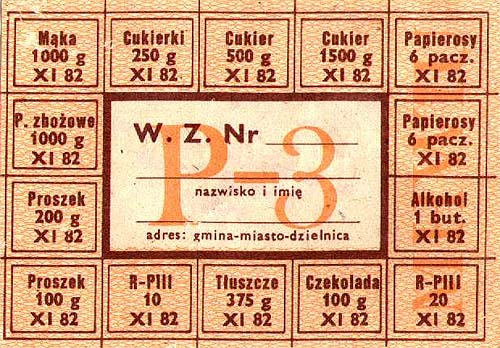
Tessera di razionamento per cibo, alcool e sigarette.

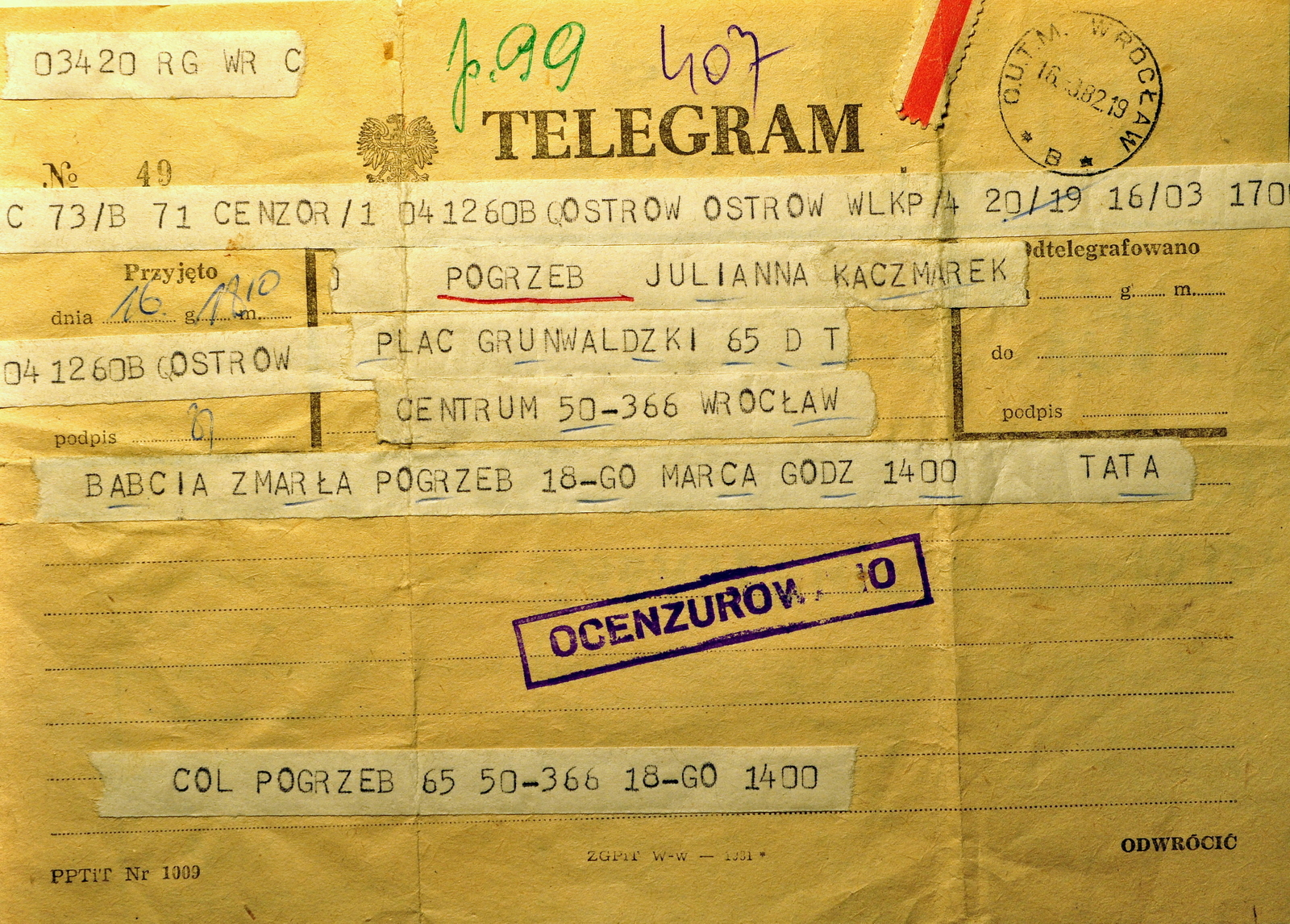
Telegramma censurato.

Anche dopo la revoca della legge marziale rimase in vigore per diversi anni una serie di restrizioni che riducevano drasticamente le libertà civili delle persone che vivevano in Polonia. Questa portò inoltre a gravi conseguenze economiche. La giunta militare al potere introdusse forti rincari (cosiddette "riforme economiche"), che provocarono una riduzione del reddito della popolazione in termini reali del 20% o più. La risultante crisi economica portò al razionamento della maggior parte dei prodotti e dei materiali, compresi gli alimenti di base.
Come conseguenza delle difficoltà economiche, negli anni ottanta si verificò un esodo di manodopera polacca. Dal 1981 al 1989, circa 700 000 persone lasciarono il paese. Anche se la fornitura di beni alimentari migliorò leggermente negli anni '80, la carenza divenne particolarmente grave.
Un certo numero di polacchi cercò anche di fuggire dirottando aerei passeggeri: tra il dicembre 1980 e l'ottobre 1983, 11 voli polacchi furono dirottati all'aeroporto di Berlino-Tempelhof In un altro atto di terrorismo internazionale, nel 1982 un gruppo che si faceva chiamare Esercito Domestico Rivoluzionario Polacco sequestrò l'ambasciata polacca di Berna, Svizzera, tenendo in ostaggio numerosi diplomatici, in una apparente provocazione dei servizi segreti polacchi con lo scopo di screditare il movimento di Solidarność.

## La risposta internazionale
Dopo la pacificazione della fonderia di Katowice il 23 dicembre 1981, gli Stati Uniti imposero sanzioni economiche contro la Repubblica Popolare Polacca.
Nel 1982 gli Stati Uniti sospesero la clausola commerciale della nazione più favorita fino al 1987, e posero il veto alla candidatura della Polonia per l'adesione al Fondo Monetario Internazionale.

## Conseguenze

### Sentenza di incostituzionalità
Dopo la caduta del comunismo in Polonia nel 1989, i membri di una commissione parlamentare stabilirono che la legge marziale era stata imposta in chiara violazione della costituzione polacca, che autorizzava l'esecutivo a dichiarare la legge marziale solo tra le sessioni parlamentari (altrimenti la decisione doveva essere presa dal Sejm). Tuttavia, il Sejm era in sessione al momento in cui la legge marziale venne istituita. Nel 1992 il Sejm dichiarò che l'imposizione della legge marziale era stata illegale e incostituzionale.

### Dibattito sul rischio di intervento sovietico
I promotori della legge marziale, come Wojciech Jaruzelski, sostengono che la repressione dell'esercito salvò la Polonia da un eventuale disastroso intervento militare di Unione Sovietica, Germania dell'Est e altri paesi del Patto di Varsavia (simile ai precedenti interventi di "aiuto fraterno " durante le rivoluzioni in Ungheria 1956 e Cecoslovacchia 1968). Personaggi pubblici che sostennero l'introduzione della legge marziale (ad esempio, l'emigrato politico di destra Jędrzej Giertych) fanno spesso riferimento a tale minaccia.
La maggior parte degli storici è in disaccordo, citando una mancanza di fonti che confermino tale versione dei fatti. Nel 2009, documenti d'archivio lasciarono intendere che, in un colloquio avuto con il maresciallo Viktor Kulikov, Comandante supremo del Patto di Varsavia, Jaruzelski chiese l'intervento sovietico in quanto il suo controllo interno si stava deteriorando. Jaruzelski rispose che il documento era solo un'altra falsificazione.
Al giorno d'oggi in Polonia l'opinione di una persona in questo dibattito è fortemente correlata alla sua attuale affiliazione politica, con i sostenitori della sinistra che riconoscono la necessità della legge marziale e i sostenitori della destra che vi si oppongono. Secondo i risultati di un sondaggio del 2001, il 49% dei polacchi conveniva che la decisione era stata giustificata, mentre il 27% non concordava. Inoltre, il 61% riteneva che la legge marziale impedì un intervento militare sovietico, mentre il 57% credeva che essa permise al partito di governo di mantenere il proprio potere.